# Anchomanes abbreviatus
Anchomanes abbreviatus är en kallaväxtart som beskrevs av Adolf Engler. Anchomanes abbreviatus ingår i släktet Anchomanes och familjen kallaväxter. IUCN kategoriserar arten globalt som livskraftig. Inga underarter finns listade.

## Bildgalleri

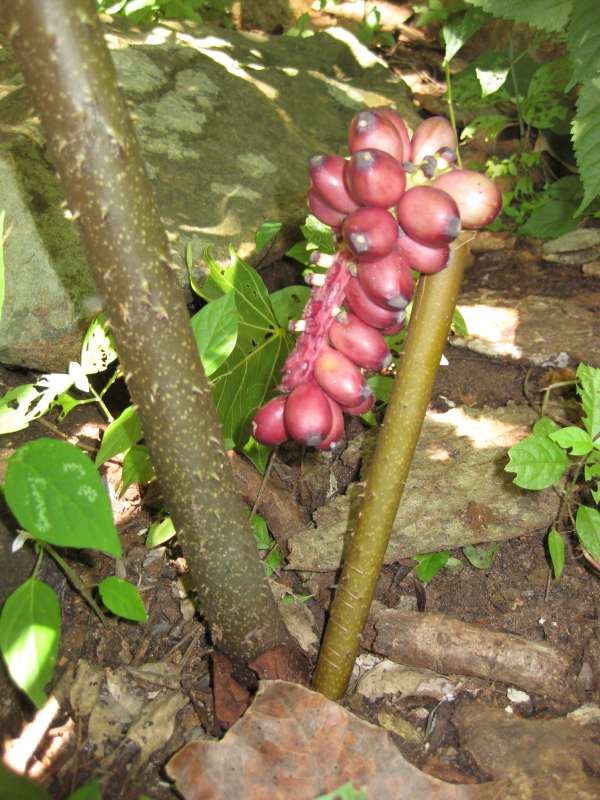
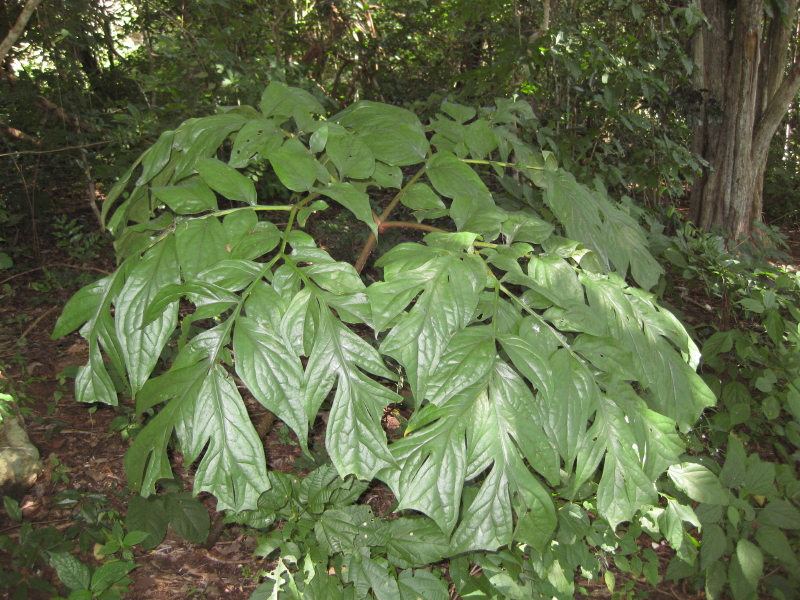
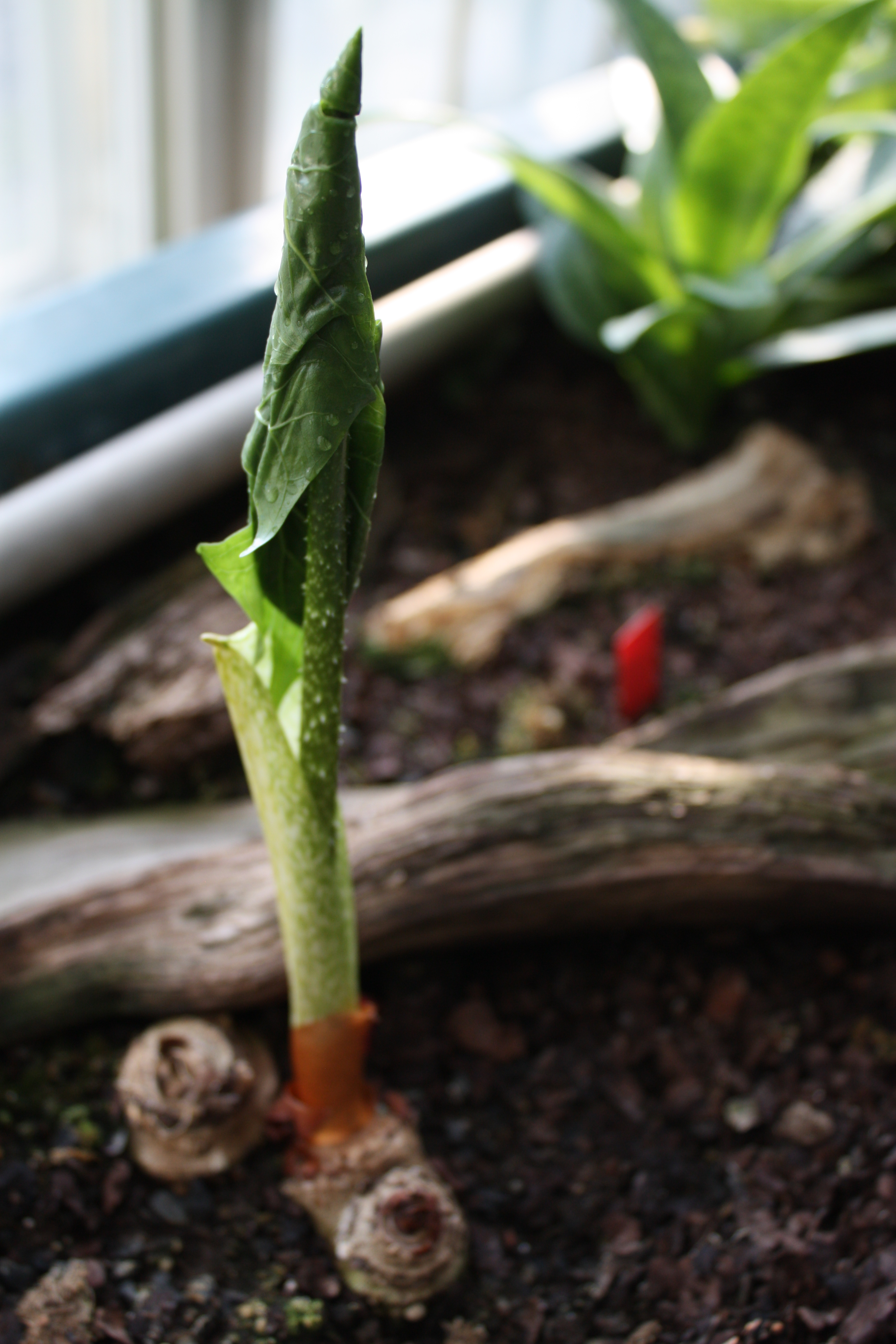
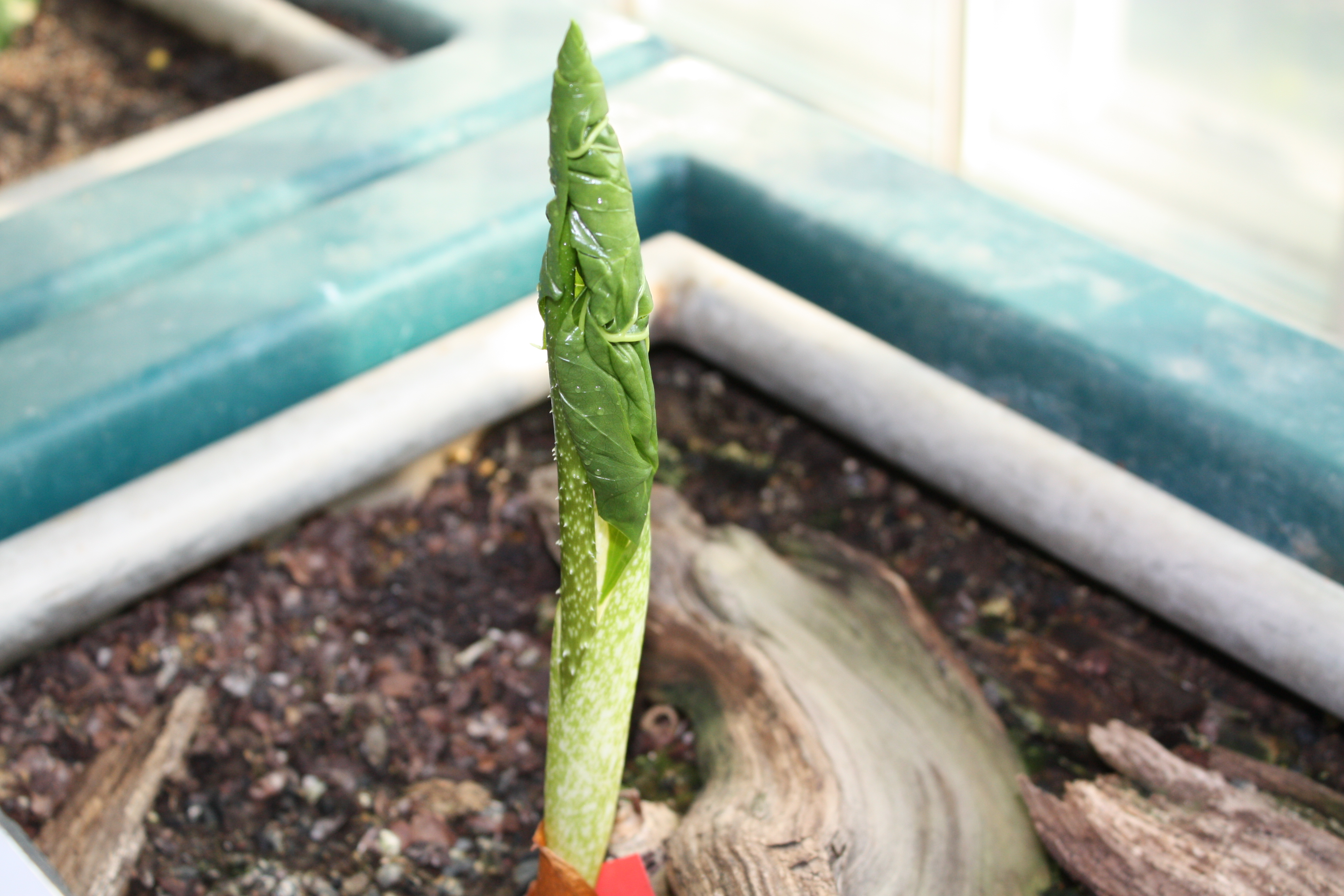